# Linus Ölund
Linus Ölund, född 5 juni 1997 i Gävle, är en svensk professionell ishockeyspelare som spelar för Brynäs IF i SHL. Hans moderklubb är IK Huge.

## Större meriter
- 2017 — SM-silver med Brynäs IF